# Two Weeks Notice - Due settimane per innamorarsi
Two Weeks Notice - Due settimane per innamorarsi (Two Weeks Notice) è un film del 2002 diretto da Marc Lawrence.
Il film è una commedia romantica con protagonisti Sandra Bullock e Hugh Grant. Nel ruolo di loro stessi vi compaiono la cantante Norah Jones e  Donald Trump.
Mark Feuerstein, elencato nei titoli di coda, ebbe tutte le sue scene tagliate nel montaggio finale del film, ma si intravede durante la scena del matrimonio di Meryl (Heather Burns).

## Trama
New York. George Wade, imprenditore affascinante e favolosamente ricco, ha bisogno di un nuovo avvocato per l'azienda che gestisce insieme al fratello Howard, la Wade Corporation. George è solito assumere belle avvocatesse con scarso talento, che immancabilmente seduce e che inevitabilmente combinano qualche guaio, concedendogli il pretesto di sostituirle. Howard, preoccupato per le sorti di un importante progetto edilizio nell'area di Coney Island, gli impone l'assunzione di un legale competente.
Lucy Kelson, brillante avvocatessa ambientalista laureata ad Harvard, si presenta a George intenzionata a impedire che la costruzione della serie di condomini della Wade Corporation comporti la demolizione del Community Center di Coney Island.
George la assume e Lucy diventa quasi la sua balia, consultata su tutto, anche nel cuore della notte, dalle cravatte da abbinare, alla carta da lettere aziendale, alle clausole del divorzio. Quando George, con una pretesa emergenza, rivelatasi un semplice imbarazzo sull'abbigliamento da indossare a un evento televisivo, la costringe ad abbandonare il suo ruolo di damigella al matrimonio di una sua amica, Lucy, stressata e con un'ulcera che la tormenta, si licenzia. Tuttavia, grazie alla sua influenza, George riesce a impedire che la donna venga assunta altrove. Da parte sua, Lucy cerca di farsi licenziare assumendo un atteggiamento irriguardoso al lavoro.
George la convince allora a rimanere per altre due settimane, fino alla posa della prima pietra, mentre cerca una sostituta. Nel frattempo Lucy viene lasciata dal fidanzato e inizia a sentirsi attratta da George. Una sera, completamente ubriaca, lo bacia, salvo dimenticarsene al risveglio il giorno seguente. Dopo molti colloqui viene scelta June, che sembra riassumere i due requisiti fondamentali agli occhi di George: è bella e competente.
Anche se non vuole ammetterlo, Lucy prova gelosia per George. Intervenendo a un evento benefico, prova a competere con June, ma quando viene a sapere che George non vuole tenere fede alla sua promessa di salvare il Community Center di Coney Island, decide di lasciare definitivamente lui e la Wade Corporation.
George si rende conto, grazie a Lucy, di essere cambiato. Contro il volere del fratello, decide di non demolire il Community Center, finendo estromesso dall'azienda. Raggiunge Lucy nel centro di assistenza legale, dove lei ha iniziato a lavorare, e le rivela di aver mantenuto la promessa, perché la ama. Inizialmente fredda, Lucy accoglie George nella sua vita.

## Incassi
Il film nel weekend di apertura si è posizionato al 2º posto con 14.328,494 dollari, dietro a Il Signore degli Anelli - Le due torri. Ha guadagnato negli Stati Uniti un lordo di 93.354.851 dollari e complessivamente 199.043.242 dollari.

## Riconoscimenti
- 2003 - Teen Choice Awards
  - Candidatura Miglior attrice in un film commedia a Sandra Bullock
  - Candidatura Miglior sibillo a Sandra Bullock
- 2004 - ASCAP Award
  - Miglior canzone (Big Yellow Taxi) a Joni Mitchell
- 2003 - Golden Trailer Awards
  - Candidatura per Miglior film romantico
- 2004 - Premio YoGa
  - Peggior attrice straniera a Sandra Bullock